# Bernd Moss
Bernd Moss (* 1965 in Schwelm) ist ein deutscher Theater- und Fernseh-Schauspieler.

## Leben
Seine Schauspielausbildung absolvierte er an der privaten Schauspielschule Adk-ulm. Es folgten 1994 Engagements beim Landestheater Coburg, 1995 an der Badischen Landesbühne Bruchsal und 1998 an der Württembergischen Landesbühne Esslingen.
Im Jahr 2000 ging er an das Hamburger Schauspielhaus unter der Intendanz von Tom Stromberg. Er arbeitete hier hauptsächlich mit Ingrid Lausund, René Pollesch und Sandra Strunz, Jürgen Gosch, Julian Crouch und Phelim McDermott. 2005 wechselte er an die Kammerspiele München unter Frank Baumbauer. Er spielte dort in Inszenierungen von Andreas Kriegenburg, Lars-Ole Walburg, Stefan Pucher und anderen. Seit 2008 ist er am Deutschen Theater Berlin engagiert und spielt dort u. a. unter der Regie von Jorinde Dröse, Stephan Kimmig und Milan Peschel.
Bernd Moss ist ebenso in Fernsehen und Kino zu sehen, beispielsweise in der Komödie Eine Insel namens Udo von Markus Sehr an der Seite von Kurt Krömer.
Er war Moderator u. a. bei der Preisverleihung Deutscher Theaterpreis Der Faust, der 3Sat Gala im Rahmen des Theatertreffens oder für die Körber-Stiftung.
Im Februar 2021 war Moss Teil der Initiative #ActOut im SZ-Magazin, zusammen mit 184 anderen lesbischen, schwulen, bisexuellen, queeren, intergeschlechtlichen und transgender Personen aus dem Bereich der darstellenden Künste.

## Filmografie (Auswahl)

### Kino
- 2002: Adam und Eva
- 2003: 37 ohne Zwiebeln (Kurzfilm)
- 2008: Mensch Kotschie
- 2009: Mein Leben im Off
- 2010: Eine Insel namens Udo
- 2011: Another Fucking …
- 2014: Two Women
- 2015: Winnetous Sohn
- 2019: Die Goldfische
- 2019: Weitermachen Sanssouci (Regie: Max Linz)

### Fernsehen
- 2001: Mit dem Rücken zur Wand
- 2001: Evelyn Hamann Special
- 2001: Der Ermittler
- 2001: Das verflixte 17. Jahr
- 2001: Absolut das Leben
- 2002: Familie XXL
- 2003: Adelheid und ihre Mörder – Katzenjammer
- 2003: Dann kamst Du
- 2004: Die Pfefferkörner (Folge: Ein Bodyguard für Panda)
- 2005: Tatort: Borowski in der Unterwelt
- 2005: Stromberg (Folge: Die Kündigung)
- 2005: Doppelter Einsatz (Folge: Kalte Schatten)
- 2006: Väter, denn sie wissen nicht, was sich tut
- 2006: Notruf Hafenkante (Fernsehserie)
- 2006: Drei Engel auf der Chefetage
- 2006: Giganten – Alexander von Humboldt
- 2007: Tatort: Das Ende des Schweigens
- 2007: Hotel Paradiso
- 2007: Der Dicke (Folge: Nichts als Ärger)
- 2011: Der Tatortreiniger (Folge: Spuren)
- 2011: Das Leben ist nichts für Feiglinge
- 2013: Heiter bis tödlich: Zwischen den Zeilen (Folge: Frau auf der Couch)
- 2014: Mord mit Aussicht (Folge: Einer muss singen)
- 2014: Tatort: Wahre Liebe
- 2017: Love is in the air
- 2021–2024: Der Palast
- 2024: Der Usedom-Krimi: Am Scheideweg

## Theater (Auswahl)
Deutsches Theater Berlin
- 2010: Diebe
- 2011: Tape
- 2012: Die schmutzigen Hände
- 2012: Am Schwarzen See
- 2013: Juno und der Pfau
- 2013: Hedda Gabler
- 2022: Auslöschung. Ein Zerfall nach Thomas Bernhard, Regie: Karin Henkel, Deutsches Theater Berlin[6]

## Hörbücher
- 2001: Rosa – Die Akte Rosa Peham. Verlag Strunz Enterprises, ISBN 978-3-939444-12-1.
- 2004: Wahre Leidenschaft Pubertät. Tonkombinat, ISBN 978-3-936173-08-6.
- 2005: Der Weg zum Glück. von Ingrid Lausund, Verlag Sprechtheater, ISBN 978-3-907877-06-7.
- 2006: Scotch Whisky: Reisen in die Welt des Single Malt. Tonkombinat, Verlag Hoffmann und Campe, ISBN 978-3-455-97448-5.
- 2008: Illegal von Björn Bicker
- 2011: Die Heimsuchung von Jenny Erpenbeck, BR; Regie: Katja Langenbach, ISBN 978-3-8218-6322-1.
- 2012: Das Spinnennetz von Joseph Roth, BR; Regie: Katja Langenbach
- 2012: Happy End von Ragnhild Sørensen und Julia Wolf
- 2011: Frauen ohne Männer von Ragnhild Sørensen und Julia Wolf